# Johann Michael Feuchtmayer

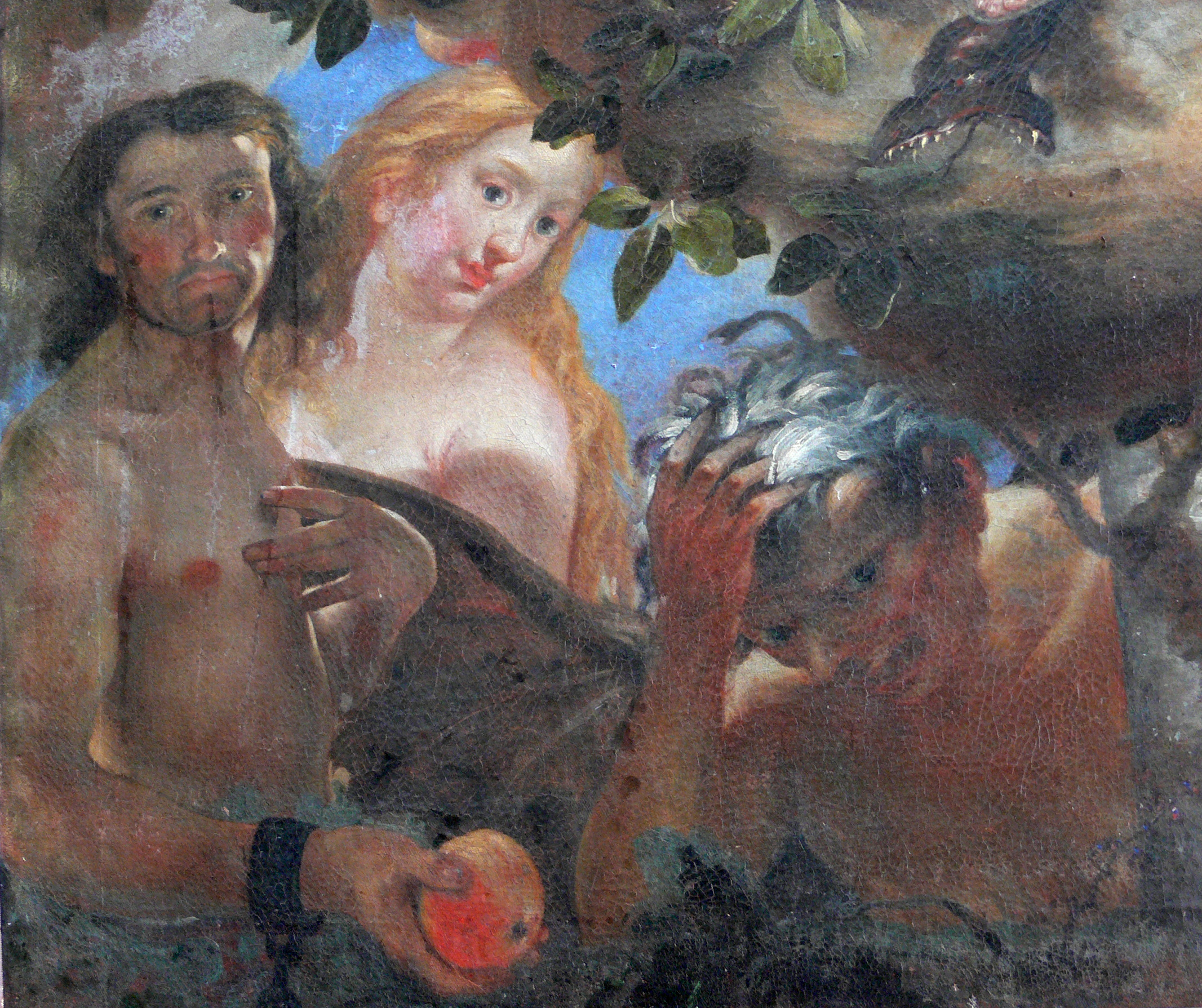
Wallfahrtskirche Baitenhausen, Meersburg: Immaculata, um 1710–1715, Johann Michael Feichtmayr zugeschrieben; Detail: Adam und Eva (in der Figur des Adam am linken Bildrand wird ein Selbstporträt des Malers vermutet)

Johann Michael Feuchtmayer (der Ältere) (* 17. April 1666 in Wessobrunn (Datum der Taufe); † 15. Oktober 1713 in Konstanz) war ein deutscher Maler und Kupferstecher aus der Familie Feuchtmayer, der der Wessobrunner Schule zugerechnet wird. Sein Bruder war Franz Joseph Feuchtmayer (1660–1718). Die Eltern waren Michael Feuchtmayer und seine Frau Maria, eine geborene Schmuzer. Sein Vater war bereits einen Monat vor seiner Geburt, am 17. März 1666, in Wessobrunn gestorben, was der Taufeintrag von Johann Michael bestätigt.
Michael Feuchtmayer (getauft am 29. September 1667 in Wessobrunn, †?) war somit entgegen bisheriger Darstellung kein Bruder von Franz Joseph und Johann Michael; seine Eltern waren Anton Feuchtmayr und dessen Ehefrau Justina, geborene Finsterwalder.
Zu den Arbeiten J. M. Feuchtmayer d. Ä. gehört das Hochaltargemälde der heiligen Idda in der katholischen Pfarrkirche von St. Idda in Bauen (Schweiz), 1706. Zusammen mit seinem Bruder Franz Joseph schuf er Skulpturen für das Chorgestühl des Klosters Einsiedeln in der Schweiz.